# Коношский курьер
«Коношский курьер» — газета, выходящая в рабочем посёлке Коноша — центре одноимённого района в Архангельской области России.

## История
Первый номер газеты вышел 13 марта 1935 года под названием «Сталинский ударник», был издан как орган Коношского Оргпартбюро и Оргкомитета по созданию Коношского района. До мая того же года — орган Коношского Оргпартбюро и райисполкома, затем — орган Коношского районного комитета ВКП(б) и районного совета Коношского района. В 1953 году название газеты было изменено на «Знамя коммунизма», орган Коношского райкома ВКП(б). В 1962 году в результате изменения административно-территориального устройства Коношский район был объединён с Няндомским, газета была закрыта и ей на смену пришла объединённая газета, выходившая в Няндоме. Однако, уже в 1963 году Коношский район был воссоздан, возобновила свой выход и газета — как орган парткома Коношского производственного колхозно-совхозного управления и районного (сельского) Совета депутатов трудящихся под новым названием «Призыв». С 1964 года газета — орган райкома КПСС и районного Совета депутатов трудящихся.
14 августа 1965 года в районной газете «Призыв» под рубрикой «Слово местным поэтам» впервые в СССР было опубликовано стихотворение будущего лауреата Нобелевской премии по литературе Иосифа Александровича Бродского «Тракторы на рассвете». Месяцем позже было опубликовано второе стихотворение Бродского «Обоз» («Осеннее»).
С 5 января 1994 года газета выходит под новым названием «Коношский курьер». В течение 1990-х годов учредители издания многократно менялись, с 16 февраля 1999 года её издаёт ГУ «Редакция районной массовой газеты „Коношский курьер“». С 2019 года редакция выпускает также электронную версию газеты под названием «Коноша 29».

## Периодичность и тираж
В первые годы после своего основания «Сталинский ударник» выходил один раз в пятидневку тиражом 900 экземпляров и занимал 2 полосы небольшого формата. Уже к 1936 году газета стала выходить два-три раза в неделю, её тираж достиг 2000 экземпляров, а объём — четырёх полос. В годы Великой Отечественной войны периодичность выхода газеты сократилась до одного раза в неделю на двух полосах. С 1950 года — два раза в неделю. С 1957 года газета выходила на четырёх полосах три раза в неделю тиражом от 2570 до 3420 экземпляров. В 1970-х годах тираж достиг 7500 экземпляров, периодичность составляла 3 раза в неделю, к 1988 году тираж достиг 12 000 экземпляров. По состоянию на 2023 год, «Коношский курьер» выходит два раза в неделю: во вторник в пятницу тиражом 3200 экземпляров.